# Lindelbach (Wertheim)
Lindelbach ist eine Ortschaft der Großen Kreisstadt Wertheim im baden-württembergischen Main-Tauber-Kreis im Regierungsbezirk Stuttgart.

## Geographie

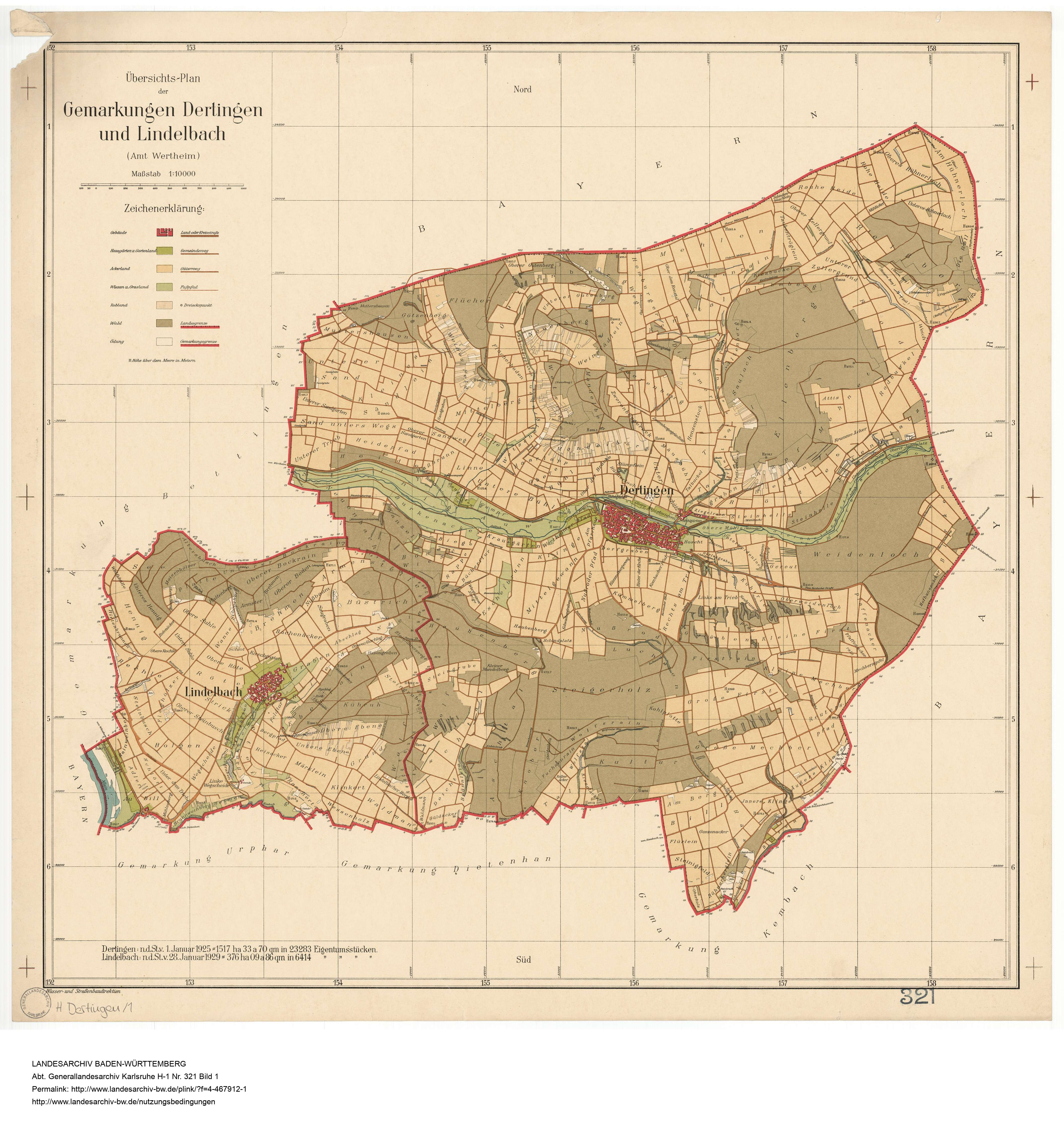
Gemarkung von Lindelbach, um 1929, daneben die Gemarkung von Dertingen, um 1925

### Geographische Lage
Lindelbach liegt 218 m ü. NHN an der Kreisstraße 2878.

### Nachbargemarkungen
Nachbargemarkungen im Uhrzeigersinn im Norden beginnend sind Bettingen, Dertingen, Dietenhan, Urphar und Kreuzwertheim.

### Gewässer
Im Süden der Gemarkung entspringt das Lindenbächle, das östlich von Urphar von rechts in den Kembach mündet.

## Geschichte

### Mittelalter
Im Jahre 1245 wurde der Ort erstmals urkundlich erwähnt als Lindebach in einer Schenkung an das Kloster Bronnbach („Recognition des Probsts zu Triefenstein“). 1315 folgte eine weitere urkundliche Erwähnung von Lyndelbach in einer Abgabe-Urkunde (Weinberge) an das Kloster Bronnbach. Diese Dokumente lassen darauf schließen, dass die eigentliche Entwicklung Lindelbachs als Flecken einiger Höfe, in denen Hörige angesiedelt wurden, vom Kloster Bronnbach und dem Deutsch-Orden Neubrunn ausgegangen sind. An der Art der Güter (Weinberge) wird deutlich, dass Lindelbach schon zu dieser Zeit ein Weinbau-Dorf war. 1325 tauchte Lynde(l)bach in einer Abtretungsurkunde von Kirchengütern (Reicholzheim und Urphar) des Würzburger Bischofs an den Grafen Rudolf von Wertheim auf. 1342 wurde der Ort in einer Schenkungsurkunde Bettingens über Güter aus Lindelbach erwähnt. 1355 folgte ein Schriftvermerk in einer Steuerliste.
1379 kam es zu einem Herrschaftswechsel: Lindelbach wechselt von der Zugehörigkeit der Herrschaft Prozelten zum Deutsch-Orden-Amt Neubrunn, gab aber den Zehnt nach Wertheim ab. Von 1384 bis 1473 folgte ein Weistumsstreit: Der Deutsch-Orden Neubrunn und die Grafen zu Wertheim stritten sich um Besitztum und Gewohnheitsrechte. Die Grafen gingen schließlich als Gewinner hervor.

### Neuzeit
Im Jahre 1525 beteiligten sich Lindelbacher am Bauernkrieg. 1542 betrug die Einwohnerzahl etwa 100 Personen. Dies ergab sich anhand einer Kriegssteuerliste, die für die Finanzierung des Kriegs gegen die Türken erhoben wurde. Von 1599 bis 1617 folgte ein Lehensstreit zwischen dem Bischof Julius Echter von Würzburg und den Wertheimer Grafen. Von 1618 bis 1648 kam es während des Bauernkriegs zu Durchmärschen von schwedischen, kaiserlichen, kroatischen und sonstiger Heereshaufen. 1699 wurde der Lindelbacher Prophet in einer Kapuziner-Chronik dokumentiert (propheta ex Lindelbach). 1709 wurden in einem Mäß- und Anlaag-Buch des „hochgräflichen löwenstein-wertheimischen Dorf Lindelbach“ alle Besitzungen (Grundbesitz, Hofstätten, Gärten, Äcker, Wiesen, Weinberge und Wald) erwähnt.
1719 wurde die Kirche in ihrer heutigen Form erbaut. 1752 stellten Lindelbacher Bürger diverse Auswanderungsanträge nach Amerika.
Lindelbach war eine eigenständige Gemeinde im Landkreis Tauberbischofsheim bis zur Eingemeindung nach Wertheim am 1. Januar 1972. Seit dem 1. Januar 1973 liegt Lindelbach im Main-Tauber-Kreis. Am 31. Dezember 2022 hatte Lindelbach 481 Einwohner.

## Religion
Lindelbach ist protestantisch geprägt. Die evangelische Kirchengemeinde gehört zum Evangelischen Kirchenbezirk Wertheim. Die hier lebenden Katholiken gehören zur
Pfarrgemeinde des Wertheimer Ortsteils Hofgarten (Dekanat Tauberbischofsheim).

## Politik
Der Ortschaftsrat Lindelbach besteht aus dem Ortsvorsteher Egon Schäfer (CDU) und drei Mitgliedern des Ausschusses.

## Kultur und Sehenswürdigkeiten

### Bauwerke und Kulturdenkmale

#### Evangelische Kirche
Im Ort befand sich eine spätmittelalterliche Filialkirche, die 1719 durch Neubau ersetzt wurde. Zwei Flügelaltäre wurden um 1920 an das Landesmuseum Karlsruhe abgegeben. Der romanische Taufstein wurde wohl erst nachträglich hierher verbracht.

#### Lindelbacher Altar
Das heute evangelische Dorf war einst katholisch. Aus dieser Zeit um 1509 stammen ein Flügelaltar, ein Kruzifix und ein Christusstumpf der fränkischen Schule (Riemenschneider Werkstatt) und ein spätromanischer Taufstein. Unglücklicherweise wurden diese 1903 vom damaligen Pfarrer nach einem Beschluss der Gemeinde teils verkauft, teils verschenkt, um mit dem Erlös einen „entsprechend“ würdigen Altar und den Einbau einer zweiten Kirchentüre zu finanzieren. In der Beschreibung des Flügelaltars heißt es: „Das ganze Altarwerk ist gut erhalten und nicht restauriert. Ein wertvolles Werk der fränkischen Schule. Die Schnitzerei der Mittelfiguren sind vortrefflich, weniger gelungen die Flügel und Predella, deren Figuren zu platt gedrückt erscheinen. Die Gemälde derb und sicher; besonders flott die Rückseite. Gute Faltengebung; gleichmäßiger, etwas mürrischer Ausdruck, auffällig kleine Nasen, blaue Hintergründe mit goldenen Sternen.“ Heute stehen die Altäre im Karlsruher Landesmuseum.

### Lindelbacher Prophet
Im Fürstlich-Löwenstein-Wertheim-Rosenbergschen Archiv findet sich ein Originalbericht aus dem Jahre 1699 über den sogenannten „Lindelbacher Propheten“. Einem jungen Mann von 15 Jahren soll ein Engel in einer weißen Wolke erschienen sein, der ihn gefragt habe, ob er mit in den Himmel aufsteigen wolle. Mit ihm seien noch ein Knabe aus Sachsen und aus einer anderen Gegend in den Himmel gekommen. Drei Tage sei er dort gewesen, bis er wohlbehalten auf die Erde zurückkam. In phantastischen Erzählungen schilderte der Lindelbacher Knabe von seinen Erlebnissen und von den wunderbaren Dingen, die er dort gesehen habe. Wie aus katholischen Kreisen verlautet, sind die Erzählungen des Lindelbacher Propheten vor allem bei Lutheranern auf offene Ohren gestoßen, die in dem Wunder anscheinend eine Bestätigung für ihren Glauben gesehen haben. In Scharen seien diese zu ihrem Propheten nach Lindelbach geströmt und hätten seinen himmlischen Reiseberichten gelauscht. Sogar Beweise konnte der Prophet liefern: Ein Ei nämlich, das er im Himmel bekommen habe. Als die katholische Obrigkeit von diesen Erzählungen erfuhr, wollte sie dem abergläubischen Treiben ein Ende bereiten und brachten die Sache vor das Wertheimer Gericht. Im Zuge dessen, gab der Knabe schließlich zu, dass er sich nur einen Spaß erlaubt und sich über die Leute lustig gemacht habe, die ihm so leichtfertig geglaubt hatten. Das Himmelsei war ein gewöhnliches Taubenei. Zur Strafe wurde der junge Mann auf dem Platz vor dem Zehnthaus mit einer Rute geschlagen.

## Vereine
- Winzer- und Kulturverein Lindelbach[7]
- SSV Mainperle Urphar/Lindelbach[8]
- Förderverein der Hauptschule Wertheim-Urphar/Lindelbach[9]